# 臺南市後壁區新東國民小學
臺南市後壁區新東國民小學，為一所位於臺灣臺南市後壁區的市立國民小學，成立於1939年3月，時稱「菁寮公學校新港東分教場」。

## 沿革
日治時期
- 1939年，成立「臺南州菁寮公學校新港東分教場」
- 1941年，改稱「臺南州菁寮國民學校新港東分教場」

戰後
- 1945年，改稱「臺南縣後壁鄉新東國民學校」
- 1946年，改稱「臺南縣後壁鄉第四國民學校」
- 1947年，改稱「臺南縣後壁鄉新東國民學校」
- 1968年，改稱「臺南縣後壁鄉新東國民小學」
- 2010年，改稱「臺南市後壁區新東國民小學」

### 歷任校長
戰後
| 姓名   | 任期                  | 備註 |
| 徐現   | 1945年10月－1947年1月 |      |
| 鄭芳龍 | 1947年1月－1947年3月  |      |
| 李金磬 | 1947年3月－1951年2月  |      |
| 趙水恭 | 1951年2月－1952年9月  |      |
| 連清雲 | 1952年9月－1953年9月  |      |
| 陳景秋 | 1953年9月－1958年9月  |      |
| 莊俊元 | 1958年9月－1969年8月  |      |
| 李義田 | 1969年8月－1972年8月  |      |
| 陳麗蕊 | 1972年8月－1978年9月  |      |
| 陳文霖 | 1978年9月－1986年8月  |      |
| 詹大吉 | 1986年8月－1996年8月  |      |
| 蔡秀娥 | 1996年8月－2000年8月  |      |
| 黃杏花 | 2000年8月－2007年8月  |      |
| 吳建邦 | 2007年8月－2015年8月  |      |
| 林秋美 | 2015年8月至今         |      |

## 文化資產
新東國小的木造辦公室及校長宿舍由本地匠師建於1953年，保留著日治時期的木作建築工藝。建築外部整體上段為板條灰泥，中段為雨淋板，屋頂為四坡水。2010年的高雄甲仙地震曾造成其部分受損，2015年開始整修。

## 外部連結
- 臺南市後壁區新東國民小學